# Respectable (Mel & Kim)
Respectable is een single van Mel & Kim. Het is afkomstig van hun album F.L.M. uit 1987. In februari dat jaar werd het nummer op single uitgebracht.
Van het nummer zijn tal van remixen bekend, durende van 3:22 voor de singleversie tot 8:08 voor een 12" maxi "extra beats" versie.

## Hitnoteringen
In thuisland het Verenigd Koninkrijk stond de plaat zestien weken genoteerd, waarvan een week op 1 in de UK Singles Chart. In de Verenigde Staten behaalde de plaat de Billboard Hot 100 niet, maar stond wel even op de eerste plaats in de Dance/Discolijst van Billboard.
In Nederland was de plaat op 20 februari 1987 Veronica Alarmschijf op Radio 3 en werd het een hit in de twee landelijke hitlijsten op de nationale publieke popzender. De plaat behaalde de nummer 1-positie in zowel de Nederlandse Top 40 als de Nationale Hitparade Top 100. Ook in de Europese hitlijst op Radio 3, de TROS Europarade, werd de nummer 1-positie bereikt. In Vlaanderen bereikte de plaat eveneens de nummer 1-positie in zowel de voorloper van de Ultratop 50 als de Radio 2 Top 30.

### Nederlandse Top 40
Respectable was op 20 februari 1987 Veronica Alarmschijf op Radio 3, doch voor die week was "Love Removal Machine" van The Cult al door de Veronica Radio 3 dj's reeds voorgedragen. De Stichting Nederlandse Top 40 drukte echter de single van Mel & Kim door, wat tot een tijdelijke bevriezing van de contacten leidde.
| Hitnotering: 28-02-1987 t/m 23-05-1987 | Hitnotering: 28-02-1987 t/m 23-05-1987 | Hitnotering: 28-02-1987 t/m 23-05-1987 | Hitnotering: 28-02-1987 t/m 23-05-1987 | Hitnotering: 28-02-1987 t/m 23-05-1987 | Hitnotering: 28-02-1987 t/m 23-05-1987 | Hitnotering: 28-02-1987 t/m 23-05-1987 | Hitnotering: 28-02-1987 t/m 23-05-1987 | Hitnotering: 28-02-1987 t/m 23-05-1987 | Hitnotering: 28-02-1987 t/m 23-05-1987 | Hitnotering: 28-02-1987 t/m 23-05-1987 | Hitnotering: 28-02-1987 t/m 23-05-1987 | Hitnotering: 28-02-1987 t/m 23-05-1987 | Hitnotering: 28-02-1987 t/m 23-05-1987 | Hitnotering: 28-02-1987 t/m 23-05-1987 |
| Week                                   | 1                                      | 2                                      | 3                                      | 4                                      | 5                                      | 6                                      | 7                                      | 8                                      | 9                                      | 10                                     | 11                                     | 12                                     | 13                                     |                                        |
| -------------------------------------- | -------------------------------------- | -------------------------------------- | -------------------------------------- | -------------------------------------- | -------------------------------------- | -------------------------------------- | -------------------------------------- | -------------------------------------- | -------------------------------------- | -------------------------------------- | -------------------------------------- | -------------------------------------- | -------------------------------------- | -------------------------------------- |
| Positie                                | 40                                     | 11                                     | 5                                      | 1                                      | 1                                      | 1                                      | 2                                      | 4                                      | 10                                     | 13                                     | 20                                     | 28                                     | 37                                     | uit                                    |

### Nationale Hitparade Top 100
| Hitnotering: 28-02-1987 t/m 19-06-1987 | Hitnotering: 28-02-1987 t/m 19-06-1987 | Hitnotering: 28-02-1987 t/m 19-06-1987 | Hitnotering: 28-02-1987 t/m 19-06-1987 | Hitnotering: 28-02-1987 t/m 19-06-1987 | Hitnotering: 28-02-1987 t/m 19-06-1987 | Hitnotering: 28-02-1987 t/m 19-06-1987 | Hitnotering: 28-02-1987 t/m 19-06-1987 | Hitnotering: 28-02-1987 t/m 19-06-1987 | Hitnotering: 28-02-1987 t/m 19-06-1987 | Hitnotering: 28-02-1987 t/m 19-06-1987 | Hitnotering: 28-02-1987 t/m 19-06-1987 | Hitnotering: 28-02-1987 t/m 19-06-1987 | Hitnotering: 28-02-1987 t/m 19-06-1987 | Hitnotering: 28-02-1987 t/m 19-06-1987 | Hitnotering: 28-02-1987 t/m 19-06-1987 | Hitnotering: 28-02-1987 t/m 19-06-1987 | Hitnotering: 28-02-1987 t/m 19-06-1987 |
| Week                                   | 1                                      | 2                                      | 3                                      | 4                                      | 5                                      | 6                                      | 7                                      | 8                                      | 9                                      | 10                                     | 11                                     | 12                                     | 13                                     | 14                                     | 15                                     | 16                                     |                                        |
| -------------------------------------- | -------------------------------------- | -------------------------------------- | -------------------------------------- | -------------------------------------- | -------------------------------------- | -------------------------------------- | -------------------------------------- | -------------------------------------- | -------------------------------------- | -------------------------------------- | -------------------------------------- | -------------------------------------- | -------------------------------------- | -------------------------------------- | -------------------------------------- | -------------------------------------- | -------------------------------------- |
| Positie                                | 38                                     | 7                                      | 1                                      | 1                                      | 1                                      | 2                                      | 2                                      | 4                                      | 8                                      | 10                                     | 16                                     | 21                                     | 32                                     | 47                                     | 68                                     | 100                                    | uit                                    |

### TROS Europarade
Hitnotering: 22-03-1987 t/m 25-06-1987 (laatste uitzending op Radio 3). Hoogste notering: #1 (3 weken).

### Vlaamse Radio 2 Top 30
| Hitnotering: 07-03-1987 t/m 05-06-1987 | Hitnotering: 07-03-1987 t/m 05-06-1987 | Hitnotering: 07-03-1987 t/m 05-06-1987 | Hitnotering: 07-03-1987 t/m 05-06-1987 | Hitnotering: 07-03-1987 t/m 05-06-1987 | Hitnotering: 07-03-1987 t/m 05-06-1987 | Hitnotering: 07-03-1987 t/m 05-06-1987 | Hitnotering: 07-03-1987 t/m 05-06-1987 | Hitnotering: 07-03-1987 t/m 05-06-1987 | Hitnotering: 07-03-1987 t/m 05-06-1987 | Hitnotering: 07-03-1987 t/m 05-06-1987 | Hitnotering: 07-03-1987 t/m 05-06-1987 | Hitnotering: 07-03-1987 t/m 05-06-1987 | Hitnotering: 07-03-1987 t/m 05-06-1987 |
| Week                                   | 1                                      | 2                                      | 3                                      | 4                                      | 5                                      | 6                                      | 7                                      | 8                                      | 9                                      | 10                                     | 11                                     | 12                                     |                                        |
| -------------------------------------- | -------------------------------------- | -------------------------------------- | -------------------------------------- | -------------------------------------- | -------------------------------------- | -------------------------------------- | -------------------------------------- | -------------------------------------- | -------------------------------------- | -------------------------------------- | -------------------------------------- | -------------------------------------- | -------------------------------------- |
| Positie                                | 15                                     | 6                                      | 2                                      | 1                                      | 1                                      | 1                                      | 1                                      | 4                                      | 9                                      | 26                                     | 26                                     | 28                                     | uit                                    |

### Vlaamse Ultratop 50
| Hitnotering: 07-03-1987 t/m 29-05-1987 | Hitnotering: 07-03-1987 t/m 29-05-1987 | Hitnotering: 07-03-1987 t/m 29-05-1987 | Hitnotering: 07-03-1987 t/m 29-05-1987 | Hitnotering: 07-03-1987 t/m 29-05-1987 | Hitnotering: 07-03-1987 t/m 29-05-1987 | Hitnotering: 07-03-1987 t/m 29-05-1987 | Hitnotering: 07-03-1987 t/m 29-05-1987 | Hitnotering: 07-03-1987 t/m 29-05-1987 | Hitnotering: 07-03-1987 t/m 29-05-1987 | Hitnotering: 07-03-1987 t/m 29-05-1987 | Hitnotering: 07-03-1987 t/m 29-05-1987 | Hitnotering: 07-03-1987 t/m 29-05-1987 | Hitnotering: 07-03-1987 t/m 29-05-1987 |
| Week                                   | 1                                      | 2                                      | 3                                      | 4                                      | 5                                      | 6                                      | 7                                      | 8                                      | 9                                      | 10                                     | 11                                     | 12                                     |                                        |
| -------------------------------------- | -------------------------------------- | -------------------------------------- | -------------------------------------- | -------------------------------------- | -------------------------------------- | -------------------------------------- | -------------------------------------- | -------------------------------------- | -------------------------------------- | -------------------------------------- | -------------------------------------- | -------------------------------------- | -------------------------------------- |
| Positie                                | 28                                     | 10                                     | 3                                      | 1                                      | 1                                      | 1                                      | 1                                      | 3                                      | 9                                      | 14                                     | 18                                     | 24                                     | uit                                    |

### NPO Radio 2 Top 2000
Respectable stond alleen in 2000 in de NPO Radio 2 Top 2000, op plek 1790.